# Marcos Alonso Imaz
Marcos Alonso Imaz (Santander, 16 d'abril de 1933 – Santander, 6 de març de 2012), més conegut com a Marquitos, fou un futbolista professional càntabre que jugava com a defensa.
És recordat especialment a causa de la seva participació en les cinc Copes d'Europa que el Reial Madrid va guanyar durant els 1950s.

## Carrera esportiva
Durant la seva carrera va jugar amb el Racing de Santander, Reial Madrid, Hèrcules CF, Reial Múrcia CF, Calvo Sotelo i Toluca de Santander. Amb els madrilenys va guanyar sis campionats de lliga i cinc Copes d'Europa: a l'edició 1955–56 de la Copa d'Europa, va jugar com a titular la final de 1956, i hi marcar el gol que significava el 3–3 contra l'Stade de Reims, en un partit que el Madrid acabaria guanyant per 4–3 i que inauguraría una ratxa de cinc victòries consecutives en aquesta competició. També va jugar com a titular la final de la Copa d'Europa de 1957, que el Madrid va guanyar 2-0 contra l'ACF Fiorentina, la segona victòria consecutiva dels madrilenys en aquesta competició. Va jugar com a titular la final de la Copa d'Europa de 1959, que el Reial Madrid va guanyar contra l'Stade de Reims al Neckarstadion de Stuttgart, i que suposà la quarta Copa d'Europa consecutiva per als blancs. Finalment, va jugar com a titular la final de la Copa d'Europa de 1960, que el Madrid va guanyar contra l'Eintracht Frankfurt al Hampden Park de Glasgow, i que va tancar per al club madrileny la ratxa de cinc victòries consecutives a la Copa d'Europa.
Entre el 1955 i el 1960 Marquitos va disputar dos partits amb la selecció espanyola, en dos amistosos.

## Vida personal i mort
El fill de Marquitos, Marcos Alonso Peña, fou també futbolista i entrenador, que va jugar amb èxit a l'Atlètic de Madrid i el FC Barcelona, entre d'altres. El seu net, Marcos Alonso Mendoza, també ha jugat amb el Real Madrid, i actualment amb el Futbol Club Barcelona.
Marquitos va morir el 6 de març de 2012 a Santander, un mes abans del seu 79è aniversari.

## Palmarès
Reial Madrid
- Copa d'Europa: 1955–56, 1956–57, 1957–58, 1958–59, 1959–60
- Copa Intercontinental: 1960
- Lliga espanyola: 1954–55, 1956–57, 1957–58, 1960–61, 1961–62
- Copa del Generalíssim: 1961–62
- Copa Llatina: 1955, 1957